# Егоров, Иван Тимофеевич
Иван Тимофеевич Егоров (5 января 1925, Нижегородская область — 7 мая 2019, Самарская область) — командир отделения разведки батареи 282-го миномётного полка, сержант — на момент представления к награждению орденом Славы 1-й степени.

## Биография
Родился 5 января 1925 года в селе Лушниково Сосновского района Нижегородской области. Окончил 7 классов. Трудился в колхозе.
В Красной Армии с 1943 года. Окончил школу младших командиров. В боях Великой Отечественной войны с августа 1943 года. Служил пулемётчиком в стрелковом полку. В боях на Курской дуге был ранен. После излечения в госпитале Егоров зачислен разведчиком в лыжный батальон. Выполняя боевое задание под городом Жлобин, он вновь получил ранение. После госпиталя получил назначение разведчиком 282-го миномётного полка.
Командир отделения разведки батареи 282-го миномётного полка сержант Егоров 18 июля 1944 года при прорыве обороны противника в районе села Годовиче, находясь в цепи атакующих, корректировал огонь артиллерии.
1 августа 1944 года, форсировав реку Висла в первом эшелоне в районе 10 километров северо-восточнее города Варка, умело корректировал огонь батареи.
19 августа 1944 года вынес с поля боя раненого командира взвода управления.
Приказом командира 22-й артиллерийской дивизии от 12 декабря 1944 года за мужество, проявленное в боях с врагом, сержант Егоров награждён орденом Славы 3-й степени.
6-7 марта 1945 года Егоров в бою за город Массов обнаружил и передал координаты восьми пулемётных точек, двух наблюдательных пунктов, батареи 81-миллиметровых миномётов противника. Цели были накрыты. При штурме города Альтдам в уличных боях из личного оружия уничтожил шестерых вражеских солдат, подавил крупнокалиберный пулемёт и взял в плен пулемётчика.
Приказом по 61-й армии от 16 мая 1945 года сержант Егоров награждён орденом Славы 2-й степени.
В ходе наступления в районе города Кюстрин 15-21 апреля 1945 года Егоров с бойцами отделения, выполняя задания по разведке огневых средств и инженерных сооружений врага, обнаружил до сорока действующих целей противника. При отражении вражеской контратаки, находясь в боевых порядках стрелковой роты, лично уничтожил трёх противников, оказал помощь четырём раненым бойцам. Умело действовал в боях в Берлине, поразил ещё четырёх вражеских солдат.
Указом Президиума Верховного Совета СССР от 15 мая 1946 года за мужество, отвагу и героизм, , сержант Егоров Иван Тимофеевич награждён орденом Славы 1-й степени.
После Победы продолжал службу в армии, на полигоне Капустин Яр. В 1950 году уволен в запас в звании старшины.
В мирной жизни начал работать техником станции по борьбе с сельскохозяйственными вредителями. В 1955 году с отличием Ленинградский институт зоологии и фитопатологии. Работал агрономом-семеноводом в областном управлении хлебопродуктов города Карши, начальником государственной инспекции по карантину сельскохозяйственных растений в Кашкадарьинской области Узбекистана. Неоднократно был в загранкомандировках в Иране, Афганистане, Египте.
До 2004 года проживал в Узбекистане. В 2004—2013 годах жил в городе Ахтубинск Астраханской области. С 2013 года жил в посёлке Алексеевка Кинельского района Самарской области. Умер 7 мая 2019 года.
Капитан в отставке. Награждён орденами Славы 1-й, 2-й и 3-й степени, Отечественной войны 1-й степени, «Знак Почета», медалями. Участник Парада Победы 1995 года.
На доме в посёлке Алексеевка, где жил ветеран, установлена мемориальная доска.